# 中沢道二
中沢 道二（なかざわ どうに、享保10年8月15日（1725年9月21日） - 享和3年6月11日（1803年7月29日））は、江戸時代中期から後期にかけて活躍した石門心学者。道二は号で、名は義道。京都西陣で織職の家の出身で、亀屋久兵衛と称した。
一度家業を継いだのち、40歳ごろから手島堵庵に師事して石門心学を学んだ。その後江戸に下り、1779年（安永8年）に日本橋塩町に学舎「参前舎」を設け、石門心学の普及に努めた。道二の石門心学は庶民だけでなく、江戸幕府の老中松平定信をはじめ、大名などにも広がり、江戸の人足寄場における教諭方も務めている。墓地は世田谷区北烏山（烏山寺町）の妙寿寺にある。